# British Film Institute
Il British Film Institute (BFI) è la maggiore istituzione cinematografica britannica, una charity fondata secondo il Royal Charter, guidata da un Board di 15 governatori, con l'obiettivo di promuovere la cultura cinematografica.
Si distingue per l'ampio spettro di attività svolte, che vanno dalla gestione di sale cinematografiche all'organizzazione di festival, dalla conservazione di uno dei più grandi archivi cinematografici del mondo alle attività di educazione presso le scuole, dalla pubblicazione di saggi e di una rivista mensile alla distribuzione in sala e in DVD di film classici.

## Distribuzione cinematografica

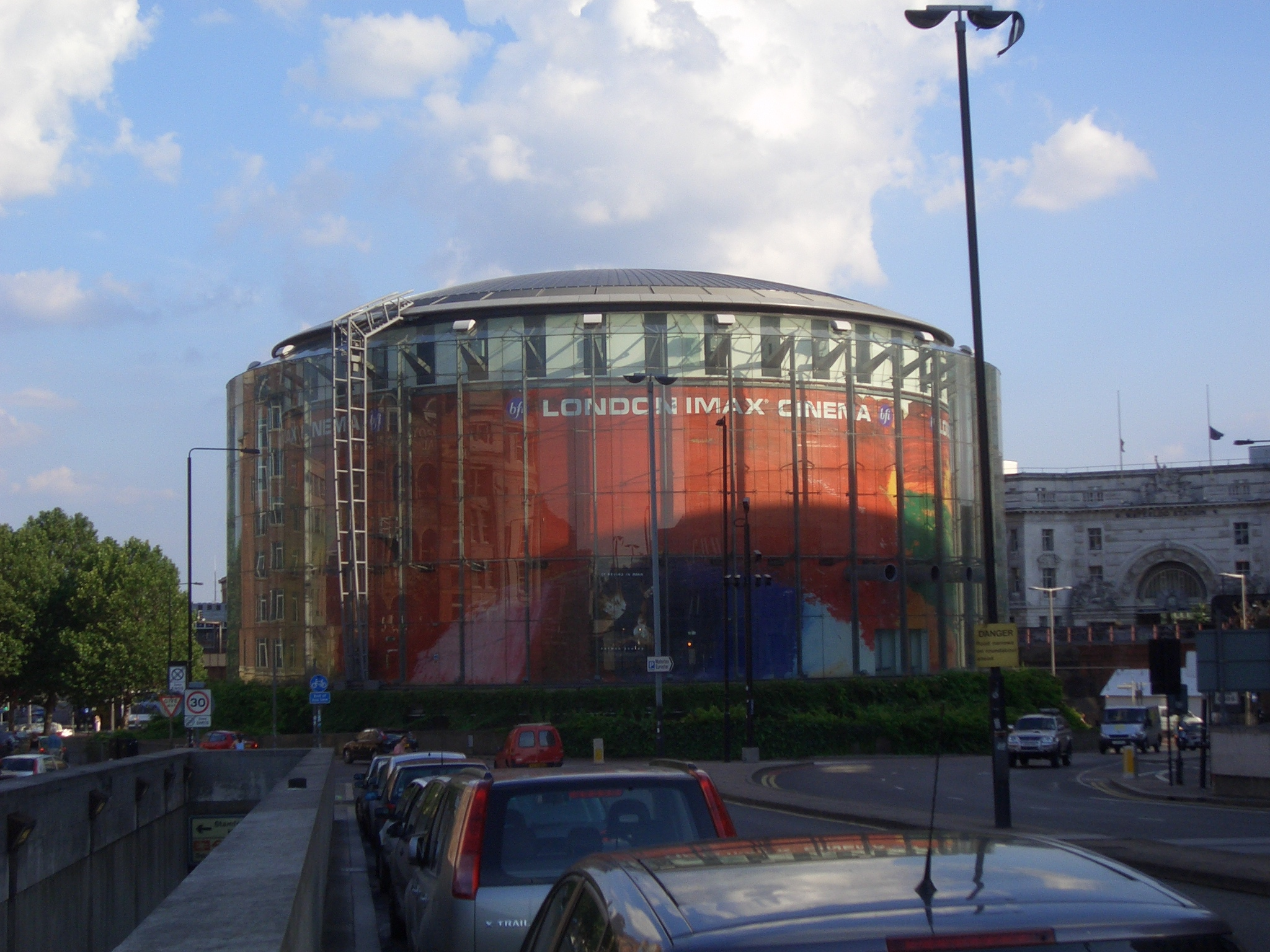
Il cinema IMAX di Londra

Il BFI gestisce due sale cinematografiche, il BFI Southbank (noto in precedenza come National Film Theatre), dedicato alla proiezione di titoli classici della storia del cinema, e il BFI IMAX, il più grande schermo della Gran Bretagna, dedicato alla proiezioni di opere recenti e in 3D offrendo la miglior esperienza visiva possibile, allo stato dell'arte della tecnologia. Entrambe sono situate nella zona di South Bank a Londra.
Il BFI organizza anche rassegne itineranti nei cinema di tutta la nazione.

## Festival
Il BFI organizza il London Film Festival, dal 1956, e il London Lesbian and Gay Film Festival, dal 1986.

## Archivi
Il BFI si occupa anche di conservare uno dei maggiori archivi cinematografici mondiali, il BFI National Archive, fondato nel 1935, costituito da oltre 50.000 film di finzione, 100.000 non di finzione e circa 625.000 programmi televisivi. Si tratta nella maggior parte di materiale britannico, della più ampia varietà, dai newsreels muti ai kolossal in Cinemascope, dagli home movies agli esperimenti d'avanguardia, dai documentari agli spettacoli televisivi, dagli spot pubblicitari ai film in 3D. È l'archivio ufficiale dei canali televisivi terrestri britannici e delle registrazioni dei lavori parlamentari.
Ogni anno centinaia di film del National Archive sono proiettati nei festival cinematografici di tutto il mondo.
Il National Archive è affiancato dalla BFI Library, la più grande collezione libraria mondiale specializzata in cinema e televisione , e dalla Stills, Posters and Designs collection.

## Pubblicazioni
Il BFI pubblica libri dedicati ai pubblici più diversi, dal materiale educativo per le scuole alle monografie per il grande pubblico ai saggi specialistici.
Pubblica anche una rivista periodica mensile, Sight & Sound, e cura il sito web Screenonline.

## Riconoscimenti
Dal 1983, anno del cinquantenario della fondazione, viene assegnata la British Film Institute Fellowship a individui che si siano distinti per il loro contributo alla cultura cinematografica e televisiva. Al 2015, ne sono state assegnate settantanove.